# DC Hawks Vilsbiburg
Der DC Hawks Vilsbiburg e. V. ist ein 1995 gegründeter Dart-Verein des Deutschen Dart-Verbandes aus Vilsbiburg. Der Verein spielt in der Bundesliga Süd des DDV. 

## Geschichte
(Quelle: DC-Hawks Vilsbiburg)
Der DC Hawks Vilsbiburg wurde 1995 gegründet und entwickelte sich schnell zu einem der erfolgreichsten Steeldart-Vereine in Bayern. Nach dem Aufstieg in ihrer ersten Saison gewannen die Hawks in den folgenden Jahren mehrere Bezirks- und Bayernliga-Meisterschaften. 2004 stiegen sie in die Bundesliga auf und holten 2005 den Vizemeistertitel.
Durch kontinuierliche Erweiterungen und den Bau neuer Spielstätten wuchs der Verein stetig. 2024 zählte er über 130 Mitglieder und stellte sieben Mannschaften, darunter einige PDC-Profis.

## Mannschaften und Ligen
Der DC Hawks Vilsbiburg e. V. stellt fünf Dartmannschaften, die in verschiedenen Ligen antreten:
- Bundesliga
- Landesliga
- Bezirksliga
- Kreisliga (zwei Mannschaften)

## Erfolge
(Quelle: DC Hawks Vilsbiburg)
Der Verein war 10-facher ostbayerischer Pokalsieger des DVO. Die längste Serie hielt drei Jahre an. 
- 2000/2001
- 2001/2002
- 2002/2003
- 2005/2006
- 2006/2007
- 2009/2010
- 2015/2016
- 2022/2023

Der Verein wurde zweimal bayerischer Pokalsieger des BDV.
- 1997/1998
- 2005/2006

## Mitglieder
Aktuell zählt der Verein 125 aktive Mitglieder, die sich in den verschiedenen Mannschaften engagieren. Der Verein bietet regelmäßige Trainings und fördert den Austausch zwischen den Spielern unterschiedlicher Spielstärken.

## Bundesligakader Saison 24/25
(Quelle: DC Hawks Vilsbiburg)
Mannschaft Hawks 1
- Steve Angerer (TC)
- Axel Krauss
- Muharrem Kutlu
- Liam Maendl-Lawrance
- Peter Seidl
- Alexander Spomer
- Bruno Stöckli
- Fabian Stütz
- Andreas Bauer
- Thomas Hornung
- Rusty-Jake Rodriguez
- Rowby-John Rodriguez
- Florian Preis